# バーミングハム・スクアドロン
バーミングハム・スクアドロン（Birmingham Squadron）は、NBAゲータレード・リーグ（Gリーグ）に加盟しているプロバスケットボールチームである。本拠地はアメリカ合衆国アラバマ州バーミングハム。ニューオーリンズ・ペリカンズ傘下。アリーナはレガシー・アリーナ。

## 歴代所属選手
- ジョー・ヤング
- トレイ・マーフィー3世
- E・J・リデル
- カイラ・ルイス・ジュニア
- ジャヴォンテ・スマート
- レスター・キニョネス
- エルフリッド・ペイトン
- モー・バンバ
- カルロ・マトコヴィッチ
- ディディ・ロウザダ
- キーオン・ブルックス・ジュニア
- デイボン・リード
- マルコム・ヒル
- デリオン・シーブロン
- ジャレッド・ハーパー
- ジャスティン・ライト・フォアマン
- ザイラン・チータム
- イケ・アニボグ
- ザック・ハンキンス

## 歴代ヘッドコーチ
- ライアン・パノン (2019-2022)

## 脚註
1. ↑  “The Story Behind the Birmingham Squadron Logo”. NBA Media Ventures, LLC. (2021年7月26日) 2021年8月27日閲覧。{{cite news}}:  CS1メンテナンス: url-status (カテゴリ)
2. ↑  “Birmingham Squadron Reproduction and Usage Guideline Sheet”.   NBA Properties, Inc.. 2021年8月27日閲覧。